# Sinfonia n. 7 (Haydn)
La Sinfonia n. 7 in Do maggiore, Hoboken I/7, di Joseph Haydn è stata scritta nel 1761, insieme alle altre due sinfonie della "Trilogia del giorno", la Sinfonia n. 6 e la Sinfonia n. 8. Questa sinfonia è spesso chiamata Le midi (Il mezzogiorno).
È stata composta per un'orchestra di 2 flauti, 2 oboi, un fagotto, 2 corni, archi e basso continuo, e mostra "diverse caratteristiche da concerto"; infatti, gli archi presentano diverse sezioni da solisti, mentre agli ottoni sono affidate parti molto difficili. Il lavoro è in quattro movimenti:

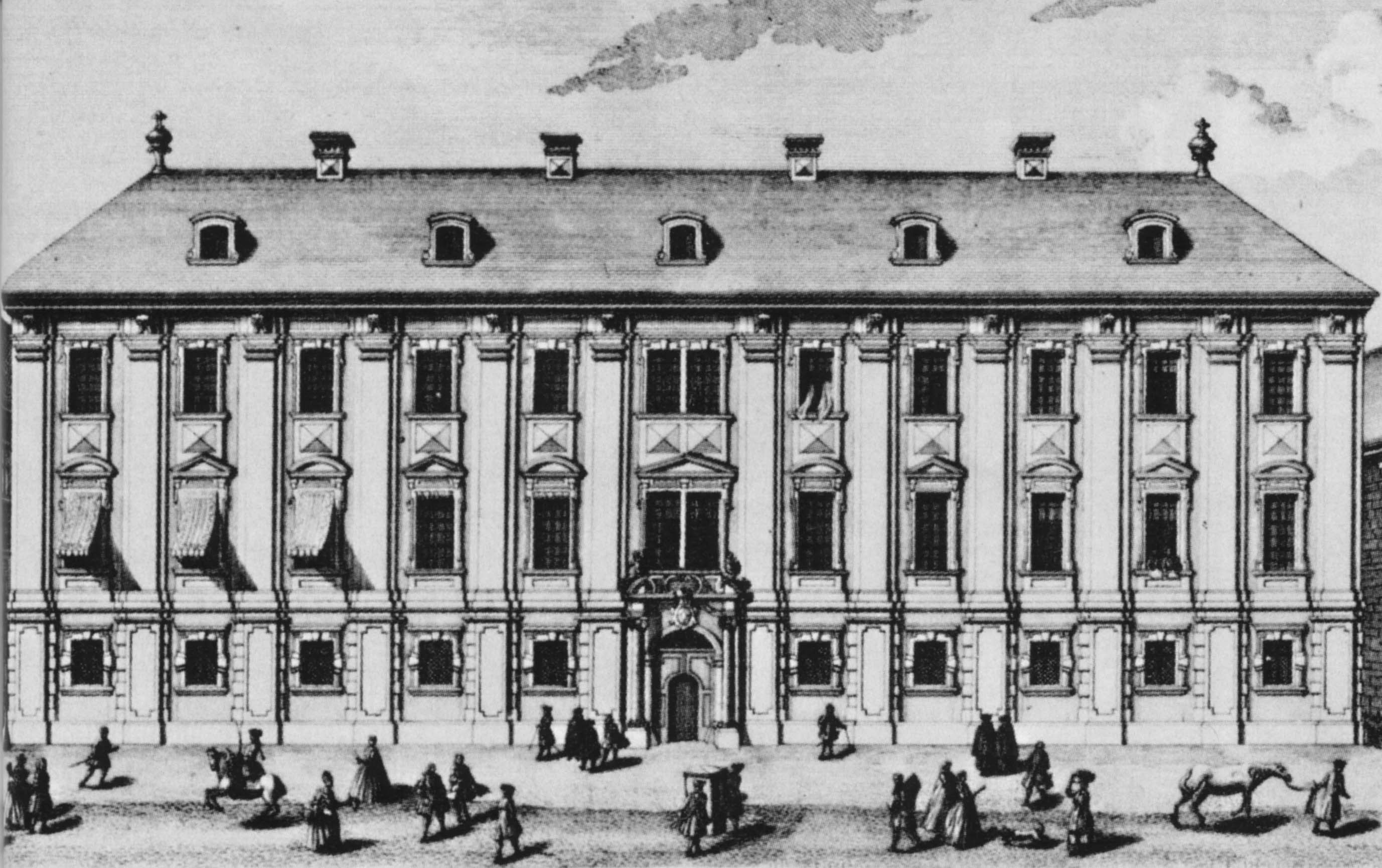
Il Palazzo Esterhàzy a Wallnerstraße, Vienna, dove la sinfonia fu eseguita per la prima volta.

1. Adagio, 4/4 - Allegro, 3/4
2. Recitativo: Adagio, 4/4
3. Minuetto e Trio, 3/4
4. Finale: Allegro, 2/4

A dispetto dell'alba de Le Matin, la lenta introduzione nel movimento di apertura è una marcia cerimoniale.
Il movimento lento inizia con un esteso recitativo in Do minore, caratterizzato da un violino solo. L'Adagio segue in Sol maggiore con un violino ed un violoncello soli, con un prominente flauto obbligato che dà colore all'accompagnamento orchestrale. Il movimento termina con un'estesa cadenza per il violino ed il violoncello soli.
Come la precedente sinfonia, il finale contiene numerosi passaggi da solista per quasi tutti gli strumenti, ma qui il tutto è intensificato dai solo e tutti che si alternano. La ricapitolazione è accentuata con le fanfare del corno inglese.